# Syllepse (botanique)
On appelle syllepses ou rameaux sylleptiques (ou charpentières), les branches d'un arbre issues directement du tronc. 

Les prolepses ou rameaux proleptiques (ou secondaires) sont eux issus des rameaux sylleptiques.

La syllepsie est à la production de rameaux sylleptiques.

Par opposition, la prolepsie correspond à la production de rameaux proleptiques.
Syllepses et prolepses sont des réitérats correspondant à une réitération séquentielle pour les premiers, une réitération différée ou retardée pour les seconds. « Cette prolifération de termes, souvent gênante, est le reflet de la lente évolution des idées. »

## Classification morphologiques liées à la croissance
La croissance des rameaux peut être de 3 types (complémentaires et plus ou moins combinés selon les essences et les cas) 
- Sylleptique : les rameaux sylleptiques (Crabbé, 1987) proviennent de méristèmes axillaires d’un rameau initial (du tronc éventuellement) ; ces méristèmes n’ont pas marqué de temps d’arrêt depuis leur initiation et n’ont donc pas formé de bourgeon au préalable. Ces rameaux se ramifient donc simultanément avec l’axe porteur et sont également appelés « pousses anticipées » ; le bois porteur des pousses sylleptiques est donc la pousse de l’année. Les feuilles de ces rameaux ont parfois comme chez le peuplier noir une forme particulière (plus losangique dans ce cas particulier)[1].
- Proleptique : les rameaux proleptiques sont issus de méristèmes axillaires forcés au repos (par le froid hivernal en zone froide ou tempérée). Ces méristèmes produisent un bourgeon qui n'évoluera pas immédiatement en pousse feuillée[1].
- allongement du rameau : il correspond à la croissance du méristème terminal du rameau initial, aussi inhibé par repos hivernal[1].

## Arboriculture
Par des techniques d'éclaircissage ou élagages manuels ou chimiques (traitement à la Promaline), les pépiniéristes peuvent produire des plants formants de nombreux rameaux sylleptiques (pour des fruitiers par exemple).